# Piazza Krek
Piazza Krek (in sloveno Krekov trg) è una piazza di Lubiana, la capitale della Slovenia.
Si trova ai piedi della collina del castello di Lubiana, tra piazza Vodnik e la galleria di via Kopitar.

## Storia
La piazza fu costruita nel 1816 a seguito della demolizione di alcune mura antiche della città. All'inizio il progetto prevedeva di rendere il nuovo spiazzo un'area verde con la piantumazione di alberi, ma successivamente si decise di creare un'area di sostegno al mercato. Originariamente chiamata piazza della Fiera (Sejemski trg, o Jarmanski plac), tra il 1876 ed il 1918 divenne piazza Francesco Giuseppe, in onore di Francesco Giuseppe I d'Austria, e nel 1918 piazza Pietro, in onore del re Pietro I di Serbia.
Dal 1919 la piazza è intitolata al politico e giornalista sloveno Janez Evangelist Krek.
Attualmente la piazza è usata come parcheggio pubblico per automobili.

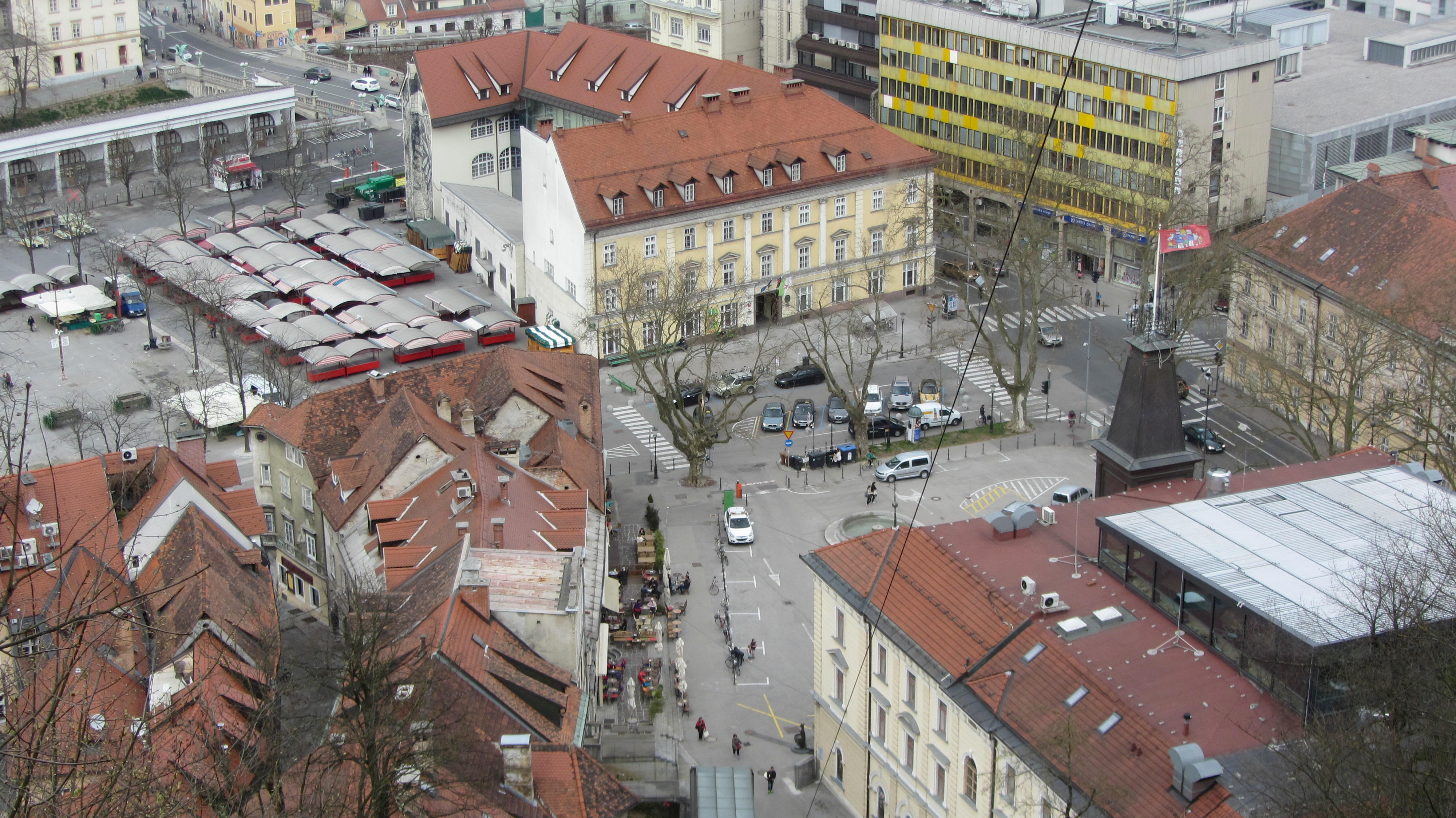
Vista della piazza dalla funicolare.